# Daphne Koller

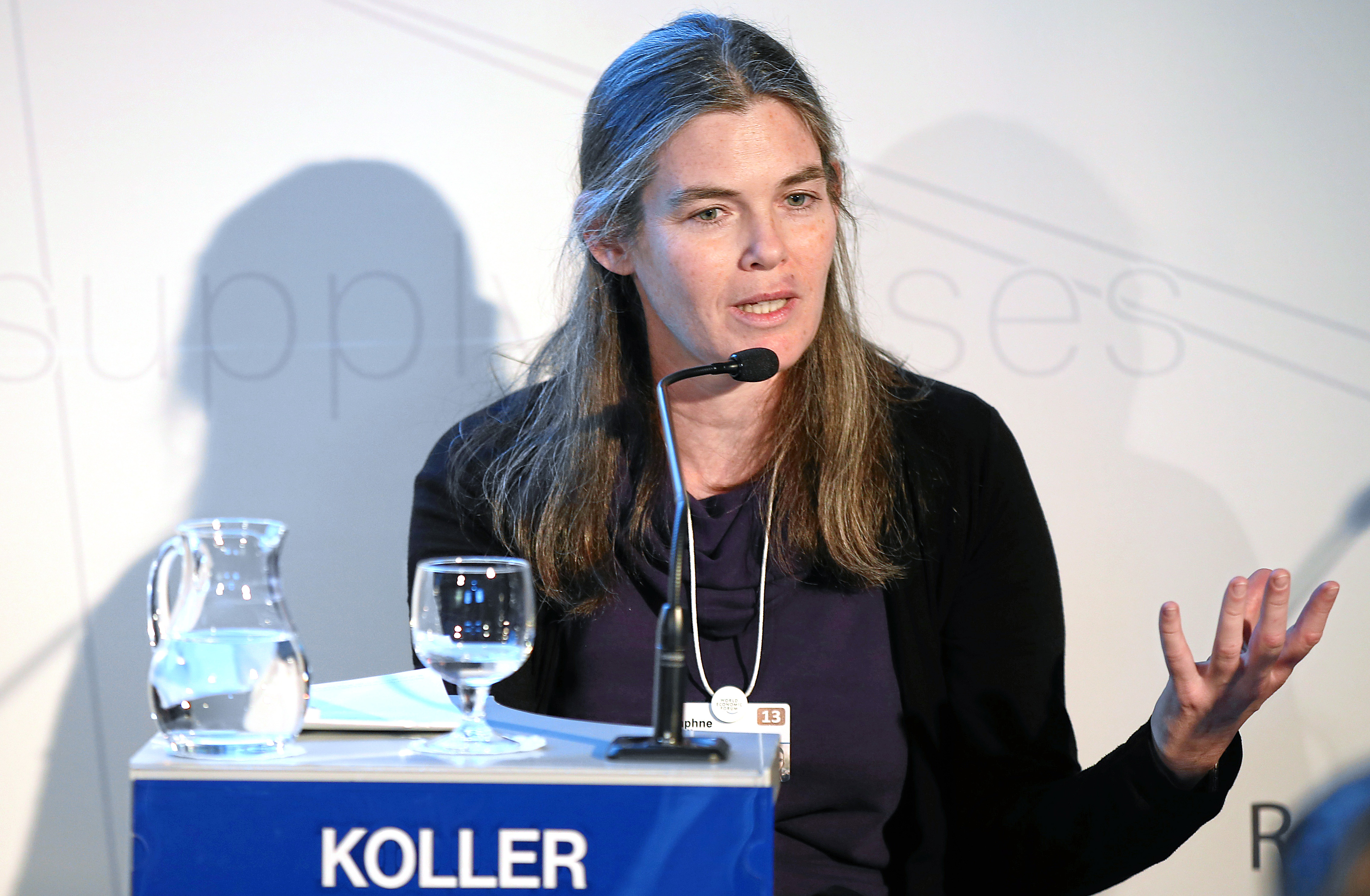
Koller während des WEFs 2013

Daphne Koller (* 27. August 1968 in Jerusalem) ist eine israelische Informatikerin und Mitgründerin des Online-Unternehmens Coursera.

## Leben und Wirken
Koller studierte an der Hebräischen Universität Jerusalem mit dem Bachelor-Abschluss 1985 und dem Master-Abschluss 1986 und wurde 1993 an der Stanford University bei Joseph Halpern promoviert (From Knowledge to Belief). Als Post-Doktorandin war sie an der University of California, Berkeley und ab 1995 an der Stanford University, wo sie gegenwärtig Professorin für Informatik ist. 
Sie befasst sich mit Künstlicher Intelligenz, Probabilistischen Graphischen Modellen, Maschinenlernen (Bayessche Netze) und Online Lernen. Ihre Forschungen in der Künstlichen Intelligenz mit statistischen (Bayesschen) Techniken hatten sie in den 2000er Jahren bekannt gemacht und zu Fortschritten in der Biomedizin und Genetik, bei Websuche, in der Robotik (autonomes Fahren) und Verkehrsanalyse in Netzwerken geführt. Im Jahr 2012 gründete sie, gemeinsam mit Andrew Ng, das US-amerikanische Unternehmen Coursera, welches sich auf die Bereitstellung von Massive Open Online Courses spezialisiert. Sie fungierte als CEO von Coursera und wechselte 2016 als Chief Computing Officer zum Biotechnologieunternehmen Calico.

## Ehrungen und Mitgliedschaften
1996 wurde Koller Stipendiatin der Alfred P. Sloan Foundation (Sloan Research Fellow). 2001 erhielt sie den IJCAI Computers and Thought Award. 2004 wurde sie MacArthur Fellow. 2011 wurde sie Mitglied der National Academy of Engineering und 2014 Fellow der American Academy of Arts and Sciences. 2008 erhielt sie den ACM Infosys Award. 2013 wählte sie das Time Magazine zu ihren 100 Most Influential People. Für 2019 wurde ihr der ACM-AAAI Allen Newell Award zugesprochen, für 2022 der Computer Pioneer Award. 2023 wurde Koller zum Mitglied der National Academy of Sciences gewählt.

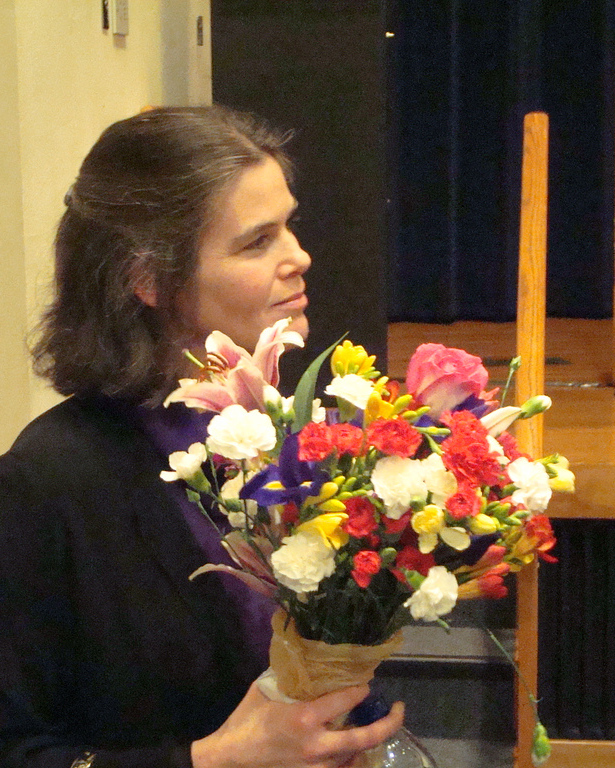
Daphne Koller 2009

## Schriften (Auswahl)
- mit Mehran Sahami: Toward optimal feature selection. Stanford InfoLab 1996.
- mit Mehran Sahami: Hierarchically classifying documents using very few words. Stanford InfoLab 1997.
- mit Nir Friedman, Lise Getoor, Avi Pfeffer: Learning probabilistic relational models. In: Proceedings of the International Joint Conference on Artificial Intelligence. Band  99, 1999, S. 1300–1309.
- mit Simon Tong: Support vector machine active learning with applications to text classification. In: Journal of machine learning research. Band 2, 2001, S. 45–66.
- mit Michae Montemerlo, Sebastian Thrun, Ben Wegbreit: FastSLAM: A factored solution to the simultaneous localization and mapping problem. Association for the Advancement of Artificial Intelligence, 2002, S. 593–598.
- mit Michae Montemerlo, Sebastian Thrun, Ben Wegbreit: FastSLAM 2.0: An improved particle filtering algorithm for simultaneous localization and mapping that provably converges. In: Proceedings of the International Joint Conference on Artificial Intelligence. 2003, S. 1151–1156.
- mit Eran Segal, Mehran Shapira. Aviv Regev, Dana Pe'er, David Botstein, Nir Friedman: Module networks: identifying regulatory modules and their condition-specific regulators from gene expression data. In: Nature genetics. Band 34, 2003, S. 166–176.
- mit Joshua M. Stuart, Eran Segal, Stuart K. Kim: A gene-coexpression network for global discovery of conserved genetic modules. In: Science. Band 302, 2003, S. 249–255.
- mit Ben Taskar, Carlos Guestrin: Max-margin Markov networks, Advances in neural information processing systems. 2004, S. 25–32.
- mit Barbara Elaine Stranger u. a.: Population genomics of human gene expression, Nature genetics. Band 39, 2007, S. 1217–1224.
- mit Nir Friedman: Probabilistic graphical models. MIT Press 2009.